# Elizabeth Wilson
Pour les articles homonymes, voir Elizabeth Wilson (homonymie) et Wilson.
Elizabeth Wilson est une actrice américaine, née le 4 avril 1921 à Grand Rapids, dans le Michigan et morte le 9 mai 2015 à New Haven dans le Connecticut (États-Unis).

## Filmographie
- 1955 : Picnic : Christine Schoenwalder (teacher)
- 1956 : Patterns (en) de Fielder Cook : Marge Fleming
- 1958 : The Goddess : Secretary
- 1958 : Le Père malgré lui (The Tunnel of Love) : miss MacCracken
- 1959 : Joyeux anniversaire (Happy Anniversary) : Millie the maid
- 1960 : Too Hot to Handle : Jacki
- 1963 : Un enfant attend (A Child Is Waiting) : Miss Fogarty, Teacher
- 1963 : Les Oiseaux (The Birds) : Helen Carter
- 1963 : East Side/West Side (série télévisée) : Frieda Hechlinger
- 1966 : Dark Shadows (série télévisée) : Mrs. Hopewell (1966) (first two weeks)
- 1967 : The Tiger Makes Out : Receptionist
- 1967 : Le Lauréat (The Graduate) de Mike Nichols : Mrs. Braddock
- 1969 : Let Me Hear You Whisper (TV) : miss Moray
- 1970 : Jenny (en) de  George Bloomfield : Mrs. Marsh
- 1970 : Catch-22 : Mother
- 1954 : The Secret Storm (série télévisée) : Felicia Stringer (1970)
- 1971 : Little Murders : Mrs. Newquist
- 1973 : Le Jour du dauphin (The Day of the Dolphin) de Mike Nichols : Mrs. Rome
- 1974 : Enquête dans l'impossible (Man on a Swing) : Dr. Anna Willson
- 1974 : Another April (TV) : Ruth Weston
- 1975 : Miles to Go Before I Sleep (TV) : Kate Stanton
- 1975 : Le Prisonnier de la seconde avenue (The Prisoner of Second Avenue) de Melvin Frank : Pauline
- 1975 : The Easter Promise (TV) : Mrs. Coyle
- 1975 : The Happy hooker : Mrs. Gordon
- 1975 : Doc (série télévisée) : Mrs. Bogert
- 1978 : All's Well That Ends Well (TV) : Countess
- 1979 : Ladies in Waiting (TV)
- 1979 : Sanctuary of Fear (TV) : Mrs. Glidden
- 1964 : Another World (série télévisée) : Ethel Banta (1979)
- 1980 : Rupture fatale (Once Upon a Family) (TV) : juge Norma Solomon
- 1980 : Comment se débarrasser de son patron (Nine to Five) : Roz Keith
- 1981 : La Femme qui rétrécit (The Incredible Shrinking Woman) : Dr. Ruth Ruth
- 1982 : Morning's at Seven (TV) : Aaronetta Gibbs
- 1982 : Million Dollar Infield (TV) : Sally Ephron
- 1984 : Great Performances (TV) : Penny Sycamore
- 1984 : Grace Quigley : Emily Watkins
- 1986 : Morningstar/Eveningstar (série télévisée) : Kathy Kelly
- 1986 : Where Are the Children? : Dorothy Prentiss
- 1987 : Nutcracker: Money, Madness & Murder (feuilleton TV) : Berenice Bradshaw
- 1987 : Les Envoûtés (The Believers) : Kate Maslow
- 1987 : A Conspiracy of Love (TV) : Lilly Woldarski
- 1989 : Nora's Christmas Gift (vidéo) : Madeline Mumford
- 1990 : Liaison brûlante (Burning Bridges) (TV) : Freda
- 1991 : À propos d'Henry (Regarding Henry) : Jessica, Henry's Secretary
- 1991 : La Famille Addams (The Addams Family) : Abigail Craven / Dr. Greta Pinder-Schloss
- 1993 : Le Combat de Sarah (Skylark) (TV) : Harriet Wheaton
- 1993 : Queen (en) (feuilleton TV)
- 1992 : Delta (série télévisée) : Rosiland Dupree (1993)
- 1994 : In the Best of Families: Marriage, Pride & Madness (TV)
- 1994 : Quiz Show : Dorothy Van Doren
- 1994 : Spring Awakening (TV) : Mrs. Pierson
- 1994 : Scarlett (feuilleton TV) : Eulalie Robillard
- 1994 : Un homme presque parfait (Nobody's Fool) : Vera
- 1996 : The Boys Next Door (en) (TV) : Mary Fremus
- 1996 : Special Report: Journey to Mars (TV) : President Elizabeth Richardson
- 2001 : Rocky Road : Grandma Louise
- 2012 : Week-end royal (Hyde Park on Hudson) : Mme  Roosevelt

## Récompenses
- Tony Award du meilleur second rôle féminin dans une pièce pour Sticks and Bones[2]